# Keilmelden

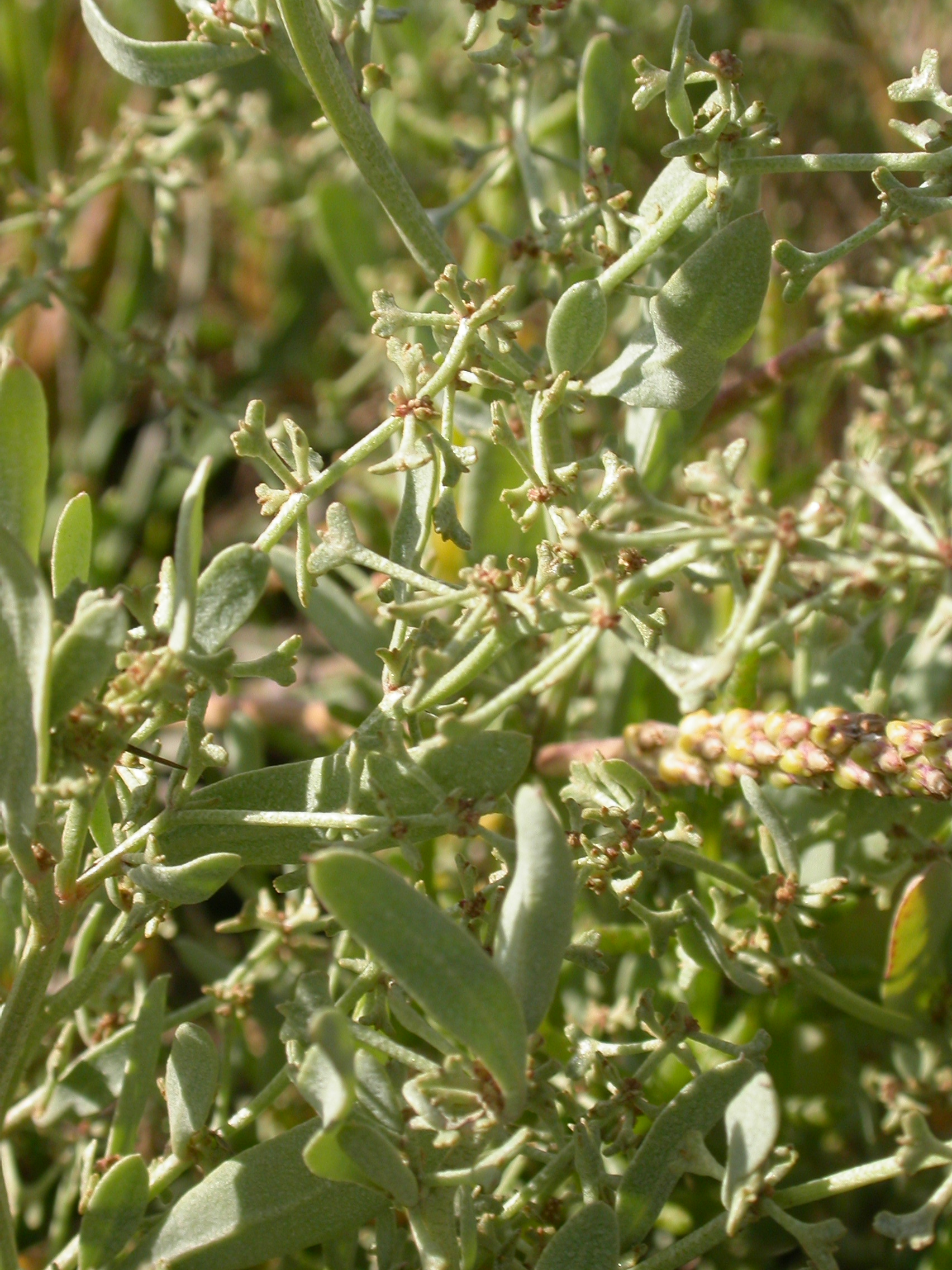
Gestielte Keilmelde (Halimione pedunculata)

Die Keilmelden (Halimione), auch Salzmelden genannt, sind eine Pflanzengattung in der Familie der Fuchsschwanzgewächse (Amaranthaceae).

## Beschreibung

### Vegetative Merkmale
Die Keilmelden sind einjährige oder ausdauernde krautige Pflanzen. Die niederliegenden, aufsteigenden oder aufrechten Stängel und die Laubblätter sind silbrig-grau. Die Laubblätter sind gegenständig, weiter oben am Stängel auch wechselständig angeordnet. Die Blattspreiten sind länglich geformt und ganzrandig.

### Blütenstände und Blüten
Die unauffälligen Blüten sitzen in ährigen Blütenständen. Keilmelden-Arten sind einhäusig getrenntgeschlechtig (monözisch). Die männlichen Blüten besitzen keine Vorblätter; sie enthalten vier bis fünf Blütenhüllblätter (Tepalen) und vier bis fünf Staubblätter. Die weiblichen Blüten sind umhüllt von zwei bis oben verbundenen, dreilappigen Vorblättern. Blütenhüllblätter fehlen den weiblichen Blüten, sie enthalten nur einen Fruchtknoten.

### Früchte und Samen
Charakteristisch für die Gattung der Keilmelden ist, dass die Fruchtwand dicht an den Vorblättern haftet. Der Same steht aufrecht, seine Wurzel zeigt in der Frucht nach oben. Die Samenschale ist dünn, häutig und durchsichtig und unterscheidet sich auch anatomisch von der Gattung Melden (Atriplex), deren Samenschale hart, dick und bräunlich ist.

### Chromosomenzahl
Die Chromosomenzahl beträgt 2n = 18 bei Halimione pedunculata und Halimione verrucifera und 2n = 36 bei Halimione portulacoides.

## Vorkommen
Die Keilmelden sind in Europa, Nordafrika und in Asien verbreitet. Ihr Areal erstreckt sich im Osten von Südwestasien über Zentralasien bis zum chinesischen Xinjiang.

## Systematik
Die Gattung Halimione gehört zur Tribus Atripliceae in der Unterfamilie Chenopodioideae innerhalb der Familie der Fuchsschwanzgewächse (Amaranthaceae). In dieser Familie sind inzwischen die Gänsefußgewächse (Chenopodiaceae) enthalten.
Dass die drei Arten, die heute zu den Keilmelden (Halimione) gehören, sich von den Melden (Atriplex) unterscheiden, wurde bereits 1822 entdeckt. In diesem Jahr fasste Friedrich Wilhelm Wallroth diese Arten in Schedulae Criticae, S. 117 unter dem Namen Halimus zusammen. Dieser Gattungsname war jedoch bereits vergeben und somit illegitim, weil schon im Jahr 1756 Patrick Browne die Gattung Halimus innerhalb der Portulakgewächse (Portulacaceae) aufgestellt hatte. Deshalb gab Paul Aellen 1938 dieser Gattung den gültigen Namen Halimione, in Verhandlungen der Naturforschenden Gesellschaft in Basel, 49, S. 121. Die Typusart ist Halimione pedunculata (L.) Aellen.
In den folgenden Jahren wurde diese Arten häufig wieder mit Atriplex vereinigt. Phylogenetische Untersuchungen von Kadereit et al. (2010) ergaben jedoch, dass Halimione nicht in die Gattung Atriplex gehört, sondern als eine eigene Gattung Bestand hat.
Ein Synonym von Halimione  Aellen ist Halimus Wallr. (nomen illeg.).
Die Gattung umfasst drei Arten und wird in zwei Sektionen eingeteilt:
- Halimione Sektion Halimione: Mit einer Art:
  - Gestielte Keilmelde (Halimione pedunculata (L.) Aellen, Syn.: Atriplex pedunculata L.): Sie ist in Salzpflanzenfluren von Westeuropa bis nach Westasien und zum Schwarzen Meer heimisch[2].
- Halimione Sektion Halimus (S.F.Gray) (Name der Sektion Halimus (S.F.Gray) Sukhor. unter der Gattung Atriplex). Mit zwei Arten:
  - Portulak-Keilmelde (Halimione portulacoides (L.) Aellen, Syn.: Atriplex portulacoides L.): Sie ist an den Meeresküsten des westlichen und südlichen Europa sowie den Mittelmeerküsten Nordafrikas bis nach Westasien verbreitet[2].
  - Halimione verrucifera (M.Bieb.) Aellen (Syn.: Atriplex verrucifera M.Bieb.): Sie kommt von Ost- und Südost-Europa (Rumänien, Ukraine) durch Südwest- und Zentralasien bis zum chinesischen Xinjiang vor. Ihr Lebensraum sind salziges Ödland, Dünentäler und Straßenränder[4][5].